# Saison 2002-2003 de la LHJMQ
Saison précédente Saison suivante
La saison 2002-2003 est la 34e saison de hockey sur glace de la Ligue de hockey junior majeur du Québec. Seize équipes jouent 72 matchs, et le Drakkar de Baie-Comeau termine premier en saison régulière en remportant son premier trophée Jean-Rougeau. Les Olympiques de Hull remportent leur cinquième Coupe du président, battant les Mooseheads d'Halifax en finale.

## Contexte
Deux trophées disparaissent : la plaque AutoPro, remise depuis 1990 au joueur terminant la saison avec le meilleur différentiel plus/moins, et la plaque Philips remise depuis 1998 au joueur de hockey sur glace totalisant le meilleur pourcentage d'engagements gagnés.

## Saison régulière

### Classement
| Clt | Équipe                         | Division  | PJ | V  | D  | DP | BP  | BC  | Pts |
| --- | ------------------------------ | --------- | -- | -- | -- | -- | --- | --- | --- |
| 1   | Drakkar de Baie-Comeau         | Est       | 72 | 50 | 14 | 2  | 319 | 213 | 108 |
| 2   | Mooseheads d'Halifax           | Maritimes | 72 | 44 | 15 | 3  | 289 | 206 | 101 |
| 3   | Titan d'Acadie-Bathurst        | Maritimes | 72 | 44 | 21 | 3  | 276 | 189 | 95  |
| 4   | Remparts de Québec             | Est       | 72 | 42 | 24 | 3  | 278 | 205 | 90  |
| 5   | Wildcats de Moncton            | Maritimes | 72 | 37 | 20 | 5  | 255 | 216 | 89  |
| 6   | Saguenéens de Chicoutimi       | Est       | 72 | 28 | 40 | 3  | 239 | 292 | 60  |
| 7   | Screaming Eagles du Cap-Breton | Maritimes | 72 | 21 | 37 | 5  | 200 | 268 | 56  |
| 8   | Océanic de Rimouski            | Est       | 72 | 11 | 58 | 0  | 190 | 385 | 25  |

| Clt | Équipe                      | Division | PJ | V  | D  | DP | BP  | BC  | Pts |
| --- | --------------------------- | -------- | -- | -- | -- | -- | --- | --- | --- |
| 1   | Foreurs de Val-d'Or         | Ouest    | 72 | 39 | 23 | 4  | 241 | 221 | 88  |
| 2   | Tigres de Victoriaville     | Centrale | 72 | 38 | 26 | 2  | 265 | 237 | 84  |
| 3   | Olympiques de Hull          | Ouest    | 72 | 39 | 27 | 2  | 266 | 222 | 84  |
| 4   | Castors de Sherbrooke       | Centrale | 72 | 37 | 25 | 3  | 237 | 214 | 84  |
| 5   | Rocket de Montréal          | Ouest    | 72 | 32 | 27 | 8  | 256 | 261 | 77  |
| 6   | Huskies de Rouyn-Noranda    | Ouest    | 72 | 31 | 33 | 8  | 268 | 273 | 70  |
| 7   | Cataractes de Shawinigan    | Centrale | 72 | 25 | 35 | 4  | 209 | 249 | 62  |
| 8   | Voltigeurs de Drummondville | Centrale | 72 | 15 | 49 | 4  | 176 | 313 | 38  |

- En gras et en italique : champion d'association et directement qualifié pour les quarts de finale des séries
- En gras : champion de division et qualifié pour les huitièmes de finale des séries
- En italique : qualifié pour les huitièmes de finale des séries

### Meilleurs pointeurs
| Clt | Joueur                     | Équipe                       | PJ | B  | A  | Pts | Pun |
| --- | -------------------------- | ---------------------------- | -- | -- | -- | --- | --- |
| 1   | Joël Perrault              | Baie-Comeau                  | 70 | 51 | 65 | 116 | 93  |
| 2   | Jonathan Gagnon            | Rouyn-Noranda                | 67 | 52 | 63 | 115 | 172 |
| 3   | Patrick Thoresen           | Baie-Comeau                  | 71 | 33 | 75 | 108 | 57  |
| 4   | Pierre-Luc Sleigher        | Victoriaville                | 66 | 38 | 67 | 105 | 226 |
| 5   | Maxime Talbot              | Hull                         | 69 | 46 | 58 | 104 | 130 |
| 6   | Olivier Filion             | Acadie-Bathurst              | 71 | 36 | 68 | 104 | 62  |
| 7   | Pierre-Alexandre Parenteau | Chicoutimi et Sherbrooke     | 59 | 33 | 70 | 103 | 140 |
| 8   | Olivier Proulx             | Drummondville et Baie-Comeau | 71 | 39 | 63 | 102 | 150 |
| 9   | Steve Bernier              | Moncton                      | 71 | 49 | 52 | 101 | 90  |
| 10  | Pascal Pelletier           | Baie-Comeau                  | 67 | 46 | 55 | 101 | 113 |

## Séries éliminatoires
Les équipes classées de la 2e à la 7e place de chaque association s'affrontent en huitième de finale des séries éliminatoires. Elles retrouvent ensuite en quart de finale les deux meilleures équipes de chaque association qui sont qualifiées directement pour cette étape.
|  | Huitièmes de finale            | Huitièmes de finale            | Huitièmes de finale      | Huitièmes de finale      |                        |                        | Quarts de finale | Quarts de finale | Quarts de finale | Quarts de finale |  |  | Demi-finales      | Demi-finales      | Demi-finales      | Demi-finales      |  |  | Finale         | Finale         | Finale         | Finale         |
|  |                                |                                |                          |                          |                        |                        |                  |                  |                  |                  |  |  |                   |                   |                   |                   |  |  |                |                |                |                |
|  |                                |                                |                          |                          |                        |                        | du 4 au 11 avril | du 4 au 11 avril | du 4 au 11 avril | du 4 au 11 avril |  |  | du 18 au 29 avril | du 18 au 29 avril | du 18 au 29 avril | du 18 au 29 avril |  |  | du 2 au 13 mai | du 2 au 13 mai | du 2 au 13 mai | du 2 au 13 mai |
|  |                                |                                |                          |                          |                        |                        | du 4 au 11 avril | du 4 au 11 avril | du 4 au 11 avril | du 4 au 11 avril |  |  | du 18 au 29 avril | du 18 au 29 avril | du 18 au 29 avril | du 18 au 29 avril |  |  | du 2 au 13 mai | du 2 au 13 mai | du 2 au 13 mai | du 2 au 13 mai |
|  |                                |                                |                          |                          |                        |                        | du 4 au 11 avril | du 4 au 11 avril | du 4 au 11 avril | du 4 au 11 avril |  |  | du 18 au 29 avril | du 18 au 29 avril | du 18 au 29 avril | du 18 au 29 avril |  |  | du 2 au 13 mai | du 2 au 13 mai | du 2 au 13 mai | du 2 au 13 mai |
|  |                                |                                |                          |                          |                        |                        | du 4 au 11 avril | du 4 au 11 avril | du 4 au 11 avril | du 4 au 11 avril |  |  | du 18 au 29 avril | du 18 au 29 avril | du 18 au 29 avril | du 18 au 29 avril |  |  | du 2 au 13 mai | du 2 au 13 mai | du 2 au 13 mai | du 2 au 13 mai |
|  | Drakkar de Baie-Comeau         | Drakkar de Baie-Comeau         | 4                        | 4                        |                        |                        |                  |                  |                  |                  |  |  | du 18 au 29 avril | du 18 au 29 avril | du 18 au 29 avril | du 18 au 29 avril |  |  | du 2 au 13 mai | du 2 au 13 mai | du 2 au 13 mai | du 2 au 13 mai |
|  | Drakkar de Baie-Comeau         | Drakkar de Baie-Comeau         | 4                        | 4                        | du 21 au 26 mars       |                        |                  |                  |                  |                  |  |  | du 18 au 29 avril | du 18 au 29 avril | du 18 au 29 avril | du 18 au 29 avril |  |  | du 2 au 13 mai | du 2 au 13 mai | du 2 au 13 mai | du 2 au 13 mai |
|  |                                |                                | Remparts de Québec       | Remparts de Québec       | 1                      | 1                      |                  |                  |                  |                  |  |  | du 18 au 29 avril | du 18 au 29 avril | du 18 au 29 avril | du 18 au 29 avril |  |  | du 2 au 13 mai | du 2 au 13 mai | du 2 au 13 mai | du 2 au 13 mai |
|  | Mooseheads d'Halifax           | Mooseheads d'Halifax           | Remparts de Québec       | Remparts de Québec       | 1                      | 1                      | 4                | 4                |                  |                  |  |  | du 18 au 29 avril | du 18 au 29 avril | du 18 au 29 avril | du 18 au 29 avril |  |  | du 2 au 13 mai | du 2 au 13 mai | du 2 au 13 mai | du 2 au 13 mai |
|  | Mooseheads d'Halifax           | Mooseheads d'Halifax           | du 4 au 15 avril         |                          |                        |                        | 4                | 4                |                  |                  |  |  | du 18 au 29 avril | du 18 au 29 avril | du 18 au 29 avril | du 18 au 29 avril |  |  | du 2 au 13 mai | du 2 au 13 mai | du 2 au 13 mai | du 2 au 13 mai |
|  | Screaming Eagles du Cap-Breton | Screaming Eagles du Cap-Breton | 0                        | 0                        |                        |                        |                  |                  |                  |                  |  |  | du 18 au 29 avril | du 18 au 29 avril | du 18 au 29 avril | du 18 au 29 avril |  |  | du 2 au 13 mai | du 2 au 13 mai | du 2 au 13 mai | du 2 au 13 mai |
|  | Screaming Eagles du Cap-Breton | Screaming Eagles du Cap-Breton | 0                        | 0                        | Drakkar de Baie-Comeau | Drakkar de Baie-Comeau | 3                | 3                |                  |                  |  |  |                   |                   |                   |                   |  |  | du 2 au 13 mai | du 2 au 13 mai | du 2 au 13 mai | du 2 au 13 mai |
|  | du 21 au 26 mars               |                                |                          |                          | Drakkar de Baie-Comeau | Drakkar de Baie-Comeau | 3                | 3                |                  |                  |  |  |                   |                   |                   |                   |  |  | du 2 au 13 mai | du 2 au 13 mai | du 2 au 13 mai | du 2 au 13 mai |
|  |                                |                                | Mooseheads d'Halifax     | Mooseheads d'Halifax     | 4                      | 4                      |                  |                  |                  |                  |  |  |                   |                   |                   |                   |  |  | du 2 au 13 mai | du 2 au 13 mai | du 2 au 13 mai | du 2 au 13 mai |
|  | Titan d'Acadie-Bathurst        | Titan d'Acadie-Bathurst        | Mooseheads d'Halifax     | Mooseheads d'Halifax     | 4                      | 4                      | 4                | 4                |                  |                  |  |  |                   |                   |                   |                   |  |  | du 2 au 13 mai | du 2 au 13 mai | du 2 au 13 mai | du 2 au 13 mai |
|  | Titan d'Acadie-Bathurst        | Titan d'Acadie-Bathurst        | du 17 au 22 avril        |                          |                        |                        | 4                | 4                |                  |                  |  |  |                   |                   |                   |                   |  |  | du 2 au 13 mai | du 2 au 13 mai | du 2 au 13 mai | du 2 au 13 mai |
|  | Saguenéens de Chicoutimi       | Saguenéens de Chicoutimi       | 0                        | 0                        |                        |                        |                  |                  |                  |                  |  |  |                   |                   |                   |                   |  |  | du 2 au 13 mai | du 2 au 13 mai | du 2 au 13 mai | du 2 au 13 mai |
|  | Saguenéens de Chicoutimi       | Saguenéens de Chicoutimi       | 0                        | 0                        | Mooseheads d'Halifax   | Mooseheads d'Halifax   | 4                | 4                |                  |                  |  |  |                   |                   |                   |                   |  |  | du 2 au 13 mai | du 2 au 13 mai | du 2 au 13 mai | du 2 au 13 mai |
|  | du 20 au 31 mars               |                                |                          |                          | Mooseheads d'Halifax   | Mooseheads d'Halifax   | 4                | 4                |                  |                  |  |  |                   |                   |                   |                   |  |  | du 2 au 13 mai | du 2 au 13 mai | du 2 au 13 mai | du 2 au 13 mai |
|  |                                |                                | Titan d'Acadie-Bathurst  | Titan d'Acadie-Bathurst  | 3                      | 3                      |                  |                  |                  |                  |  |  |                   |                   |                   |                   |  |  | du 2 au 13 mai | du 2 au 13 mai | du 2 au 13 mai | du 2 au 13 mai |
|  | Remparts de Québec             | Remparts de Québec             | Titan d'Acadie-Bathurst  | Titan d'Acadie-Bathurst  | 3                      | 3                      | 4                | 4                |                  |                  |  |  |                   |                   |                   |                   |  |  | du 2 au 13 mai | du 2 au 13 mai | du 2 au 13 mai | du 2 au 13 mai |
|  | Remparts de Québec             | Remparts de Québec             | du 3 au 11 avril         |                          |                        |                        | 4                | 4                |                  |                  |  |  |                   |                   |                   |                   |  |  | du 2 au 13 mai | du 2 au 13 mai | du 2 au 13 mai | du 2 au 13 mai |
|  | Wildcats de Moncton            | Wildcats de Moncton            | 2                        | 2                        |                        |                        |                  |                  |                  |                  |  |  |                   |                   |                   |                   |  |  | du 2 au 13 mai | du 2 au 13 mai | du 2 au 13 mai | du 2 au 13 mai |
|  | Wildcats de Moncton            | Wildcats de Moncton            | 2                        | 2                        | Mooseheads d'Halifax   | Mooseheads d'Halifax   | 3                | 3                |                  |                  |  |  |                   |                   |                   |                   |  |  |                |                |                |                |
|  |                                |                                |                          |                          | Mooseheads d'Halifax   | Mooseheads d'Halifax   | 3                | 3                |                  |                  |  |  |                   |                   |                   |                   |  |  |                |                |                |                |
|  |                                |                                | Olympiques de Hull       | Olympiques de Hull       | 4                      | 4                      |                  |                  |                  |                  |  |  |                   |                   |                   |                   |  |  |                |                |                |                |
|  |                                |                                |                          |                          | 4                      | 4                      |                  |                  |                  |                  |  |  |                   |                   |                   |                   |  |  |                |                |                |                |
|  |                                |                                |                          |                          |                        |                        |                  |                  |                  |                  |  |  |                   |                   |                   |                   |  |  |                |                |                |                |
|  |                                |                                |                          |                          |                        |                        |                  |                  |                  |                  |  |  |                   |                   |                   |                   |  |  |                |                |                |                |
|  | Foreurs de Val-d'Or            | Foreurs de Val-d'Or            | 4                        | 4                        |                        |                        |                  |                  |                  |                  |  |  |                   |                   |                   |                   |  |  |                |                |                |                |
|  | Foreurs de Val-d'Or            | Foreurs de Val-d'Or            | 4                        | 4                        | du 21 au 26 mars       |                        |                  |                  |                  |                  |  |  |                   |                   |                   |                   |  |  |                |                |                |                |
|  |                                |                                | Cataractes de Shawinigan | Cataractes de Shawinigan | 1                      | 1                      |                  |                  |                  |                  |  |  |                   |                   |                   |                   |  |  |                |                |                |                |
|  | Tigres de Victoriaville        | Tigres de Victoriaville        | Cataractes de Shawinigan | Cataractes de Shawinigan | 1                      | 1                      | 0                | 0                |                  |                  |  |  |                   |                   |                   |                   |  |  |                |                |                |                |
|  | Tigres de Victoriaville        | Tigres de Victoriaville        | du 4 au 11 avril         |                          |                        |                        | 0                | 0                |                  |                  |  |  |                   |                   |                   |                   |  |  |                |                |                |                |
|  | Cataractes de Shawinigan       | Cataractes de Shawinigan       | 4                        | 4                        |                        |                        |                  |                  |                  |                  |  |  |                   |                   |                   |                   |  |  |                |                |                |                |
|  | Cataractes de Shawinigan       | Cataractes de Shawinigan       | 4                        | 4                        | Foreurs de Val-d'Or    | Foreurs de Val-d'Or    | 0                | 0                |                  |                  |  |  |                   |                   |                   |                   |  |  |                |                |                |                |
|  | du 21 au 26 mars               |                                |                          |                          | Foreurs de Val-d'Or    | Foreurs de Val-d'Or    | 0                | 0                |                  |                  |  |  |                   |                   |                   |                   |  |  |                |                |                |                |
|  |                                |                                | Olympiques de Hull       | Olympiques de Hull       | 4                      | 4                      |                  |                  |                  |                  |  |  |                   |                   |                   |                   |  |  |                |                |                |                |
|  | Olympiques de Hull             | Olympiques de Hull             | Olympiques de Hull       | Olympiques de Hull       | 4                      | 4                      | 4                | 4                |                  |                  |  |  |                   |                   |                   |                   |  |  |                |                |                |                |
|  | Olympiques de Hull             | Olympiques de Hull             |                          |                          |                        |                        |                  | 4                |                  |                  |  |  |                   |                   |                   |                   |  |  |                |                |                |                |
|  | Huskies de Rouyn-Noranda       | Huskies de Rouyn-Noranda       | 0                        | 0                        |                        |                        |                  |                  |                  |                  |  |  |                   |                   |                   |                   |  |  |                |                |                |                |
|  | Huskies de Rouyn-Noranda       | Huskies de Rouyn-Noranda       | 0                        | 0                        | Olympiques de Hull     | Olympiques de Hull     | 4                | 4                |                  |                  |  |  |                   |                   |                   |                   |  |  |                |                |                |                |
|  | du 21 mars au 1er avril        |                                |                          |                          | Olympiques de Hull     | Olympiques de Hull     | 4                | 4                |                  |                  |  |  |                   |                   |                   |                   |  |  |                |                |                |                |
|  |                                |                                | Castors de Sherbrooke    | Castors de Sherbrooke    | 1                      | 1                      |                  |                  |                  |                  |  |  |                   |                   |                   |                   |  |  |                |                |                |                |
|  | Castors de Sherbrooke          | Castors de Sherbrooke          | Castors de Sherbrooke    | Castors de Sherbrooke    | 1                      | 1                      | 4                | 4                |                  |                  |  |  |                   |                   |                   |                   |  |  |                |                |                |                |
|  | Castors de Sherbrooke          | Castors de Sherbrooke          |                          |                          |                        |                        |                  | 4                |                  |                  |  |  |                   |                   |                   |                   |  |  |                |                |                |                |
|  | Rocket de Montréal             | Rocket de Montréal             | 3                        | 3                        |                        |                        |                  |                  |                  |                  |  |  |                   |                   |                   |                   |  |  |                |                |                |                |
|  | Rocket de Montréal             | Rocket de Montréal             | 3                        | 3                        |                        |                        |                  |                  |                  |                  |  |  |                   |                   |                   |                   |  |  |                |                |                |                |
|  |                                |                                |                          |                          |                        |                        |                  |                  |                  |                  |  |  |                   |                   |                   |                   |  |  |                |                |                |                |

## Équipes d'étoiles
La ligue sélectionne trois équipes d'étoiles dont une pour les recrues.

### Première équipe
- Gardien de but : Adam Russo, Titan d'Acadie-Bathurst
- Défenseur gauche : Jesse Lane, Tigres de Victoriaville et Olympiques de Hull
- Défenseur droit : Maxime Fortunus, Drakkar de Baie-Comeau
- Ailier gauche : Timofeï Chichkanov, Remparts de Québec
- Centre : Joël Perrault, Drakkar de Baie-Comeau
- Ailier droit : Jonathan Gagnon, Huskies de Rouyn-Noranda
- Entraîneur : Shawn MacKenzie, Mooseheads d'Halifax

### Deuxième équipe
- Gardien de but : Marc-André Fleury, Screaming Eagles du Cap-Breton
- Défenseur gauche : Alexandre Rouleau, Remparts de Québec et Foreurs de Val-d'Or
- Défenseur droit : Bruno Gervais, Titan d'Acadie-Bathurst
- Ailier gauche : Olivier Filion, Titan d'Acadie-Bathurst
- Centre : Maxime Talbot, Olympiques de Hull
- Ailier droit : Steve Bernier, Wildcats de Moncton
- Entraîneur : Richard Martel, Drakkar de Baie-Comeau

### Équipe des recrues
- Gardien de but : David Tremblay, Olympiques de Hull et Jean-Michel Filiatrault, Remparts de Québec et Tigres de Victoriaville
- Défenseur gauche : Mario Scalzo, Tigres de Victoriaville
- Défenseur droit : James Sharrow, Mooseheads d'Halifax
- Ailier gauche : Kevin Mailhiot, Voltigeurs de Drummondville
- Centre : Petr Vrána, Mooseheads d'Halifax
- Ailier droit : Olivier Labelle, Olympiques de Hull
- Entraîneur : Judes Vallée, Tigres de Victoriaville

## Trophées
Quatre récompenses collectives et dix-huit individuelles sont décernées.

### Récompenses collectives
- Coupe du président (champions des séries éliminatoires) : Olympiques de Hull
- Trophée Jean-Rougeau (champions de la saison régulière) : Drakkar de Baie-Comeau
- Trophée Robert-Lebel (meilleure moyenne de buts encaissés) : Titan d'Acadie-Bathurst
- Trophée Luc-Robitaille (plus grand nombre de buts marqués) : Drakkar de Baie-Comeau

### Récompenses individuelles
- Trophée Jean-Béliveau (meilleur pointeur) : Joël Perrault, Drakkar de Baie-Comeau
- Trophée Jacques-Plante (meilleure moyenne de buts encaissés) : Adam Russo, Titan d'Acadie-Bathurst
- Trophée Michel-Bergeron (recrue offensive de l'année) : Petr Vrána, Mooseheads d'Halifax
- Trophée Frank-J.-Selke (joueur le plus gentilhomme) : Patrick Thoresen, Drakkar de Baie-Comeau
- Trophée Michel-Brière (meilleur joueur) : Joël Perrault, Drakkar de Baie-Comeau
- Trophée Émile-Bouchard (défenseur de l'année) : Maxime Fortunus, Drakkar de Baie-Comeau
- Trophée Guy-Lafleur (meilleur joueur des séries éliminatoires) : Maxime Talbot, Olympiques de Hull
- Trophée Michael-Bossy (meilleur espoir) : Marc-André Fleury, Screaming Eagles du Cap-Breton
- Trophée Raymond-Lagacé (recrue défensive de l'année) : Mario Scalzo, Tigres de Victoriaville
- Trophée Marcel-Robert (meilleur étudiant) : Éric l'Italien, Huskies de Rouyn-Noranda
- Trophée Paul-Dumont (personnalité de l'année) : Jean-François Plourde, Castors de Sherbrooke
- Trophée John-Horman (administrateur de l'année) : Sylvie Fortier, Drakkar de Baie-Comeau
- Coupe Telus - Offensif (joueur offensif de l'année) : Pierre-Luc Sleigher, Tigres de Victoriaville
- Coupe Telus - Défensif (joueur défensif de l'année) : Marc-André Fleury, Screaming Eagles du Cap-Breton
- Trophée Jean-Sawyer (meilleur directeur marketing) : Michel Boisvert, Cataractes de Shawinigan
- Coupe RDS (meilleure recrue) : Petr Vrána, Mooseheads d'Halifax
- Trophée Ron-Lapointe (meilleur entraîneur) : Shawn MacKenzie, Mooseheads d'Halifax
- Plaque Wittnauer (plus grande implication dans la communauté) : A.J. MacLean, Mooseheads d'Halifax et David Massé, Remparts de Québec